# Unidad Deportiva Acapulco
La Unidad Deportiva Acapulco es un complejo deportivo compuesto por un estadio de fútbol, una pista de atletismo de 400 metros planos, además de un estadio de béisbol. El estadio de fútbol, integrado con la pista de atletismo, cuenta con una capacidad de 13 000 espectadores, y actualmente es el campo de las Águilas de la UAGro, equipo de fútbol mexicano que milita en la Tercera División de México, también ha albergado a otros equipos a lo largo de su historia, además de partidos de preparación y concentraciones de las diversas selecciones de fútbol mexicanas.
El estadio de béisbol se utiliza actualmente para partidos semi-profesionales de béisbol y para pruebas de patinaje.
El complejo fue renovado en 2018, habiendo experimentado importantes renovaciones en los últimos años. El pasto natural de los campos de fútbol fue reemplazado en 2009, con la colocación de césped artificial. Además, se renovaron los sanitarios, los vestuarios, la infraestructura para discapacitados, las albercas, la cancha de tenis, la pista de tartán, el gimnasio de box y las oficinas.  
Otros eventos que se han celebrado en el complejo han sido de atletismo, conciertos, lucha libre y boxeo. En caso de que Acapulco reciba una Liga Mexicana de Béisbol, el estadio de béisbol bien podría ser ampliado o reconstruido para albergar más de 10 000 espectadores. El estadio de fútbol se podría ampliar para tener capacidad hasta para 19 000 asistentes.

## Historia
Es la actual casa de las Águilas de la UAGro de Tercera División Profesional de la Federación Mexicana de Fútbol A.C, Temporada 2020-2021.

## Instalaciones
El complejo también incluye una piscina olímpica y otra de clavados, cancha de béisbol y canchas de baloncesto.

## Equipos
- Internacional (1973,2014)
- Mantarrayas (2003)
- Guerreros (2009—2012)
- Real Acapulco (2015-16)[3]
- Cuatetes (2016-2018)
- Águilas de la UAGro (2019–2020)
- Acapulco FC (2020)